# Jakob Clerck (1678–1722)
Jakob Hansson Clerck, född 6 maj 1678 i Visby, död 9 februari 1722 i Visby, var en svensk häradshövding, borgmästare och assessor.

## Biografi
Jakob Clerck föddes 1678. Han var son till hovguldsmeden Hans Clerck och Margareta Fahlgren.
År 1710 efterträdde han sin svärfar Lars Söderhielm på häradshövdingeposten i Gotlands norra domsaga.

### Familj
Clerck gift sig 1 december 1703 med Anna Magdalena Söderhielm (1688–1748), dotter till häradshövdingen Lars Söderhielm och Catharina Ferner. De fick tillsammans Catharina Margaretha Clerck (1704–1776) som var gift med häradshövdingen Mårten Fries i Gotlands norra domsaga, Eleonora Magdalena Clerck (född 1706), Birgitta Christina Clerck (1708–1747) som var gift med kyrkoherden Michael Kolmodin i Dalhems församling, Anna Maria Clerck (född 1709), Carl Clerck (1711–1745), kaptenen Gustaf Wilhelm Clerck (född 1712), Henrietta Beata Clerck (1713–1773) som var gift med godsägaren Henrik Anton Tallberg, inspektören Jacob Clerck (1715–1782), Hans Richard Clerck (född 1717), Ulrika Clerck (1719–1719), Lars Niclas Clerck (född 1721) och Gustaviana Johanna Clerck (1722–1769) som var gift med rådmannen Johan Lutteman.